# Thiverval-Grignon
Thiverval-Grignon est une commune française du département des Yvelines, dans la région Île-de-France, en France.
Ses habitants sont appelés les Thivervalo-grignonais.

## Géographie

### Localisation
La commune de Thiverval-Grignon se trouve dans la plaine de Versailles sur une petite éminence entre la vallée du Maldroit (Plaisir, Saint-Germain-de-la-Grange puis Beynes) et celle du ru de Gally (Chavenay puis en contrebas de Davron et Crespières).
La commune présente deux lieux habités distants de trois kilomètres ; le village de Thiverval, dans la vallée du ru de Gally, et le hameau de Grignon où se trouve le complexe d'AgroParisTech (anciennement Institut national agronomique Paris-Grignon, ex-École nationale supérieure d'agronomie de Grignon).

### Communes limitrophes
| Beynes                     | Crespières        | Davron   |
|                            | Thiverval-Grignon | Chavenay |
| Saint-Germain-de-la-Grange |                   | Plaisir  |

### Transports et communications

#### Réseau routier
La commune est desservie par la route départementale 30 reliant Plaisir à Poissy et la route départementale 119 reliant Chavenay et la D 30 à Beynes.

#### Desserte ferroviaire
La gare la plus proche est celle de Plaisir - Grignon.

#### Bus
La commune est desservie par les lignes 12 et 19 du réseau de bus Centre et Sud Yvelines, les lignes B et TG du réseau de bus Saint-Quentin-en-Yvelines et par la ligne 4 du réseau de bus Île-de-France Ouest.

#### Sentier de randonnée
Le sentier de grande randonnée GR 1 traverse le territoire de la commune, de Saint-Germain-de-la-Grange au sud-ouest jusqu'à Davron au nord.

### Climat
Pour des articles plus généraux, voir Climat de l'Île-de-France et Climat des Yvelines.
En 2010, le climat de la commune est de type climat océanique dégradé des plaines du Centre et du Nord, selon une étude du CNRS s'appuyant sur une série de données couvrant la période 1971-2000. En 2020, Météo-France publie une typologie des climats de la France métropolitaine dans laquelle la commune est dans une zone de transition entre le climat océanique et le climat océanique altéré et est dans la région climatique Sud-ouest du bassin Parisien, caractérisée par une faible pluviométrie, notamment au printemps (120 à 150 mm) et un hiver froid (3,5 °C).
Pour la période 1971-2000, la température annuelle moyenne est de 10,9 °C, avec une amplitude thermique annuelle de 14,5 °C. Le cumul annuel moyen de précipitations est de 692 mm, avec 11 jours de précipitations en janvier et 8 jours en juillet. Pour la période 1991-2020, la température moyenne annuelle observée sur la station météorologique la plus proche, située sur la commune de Maule à 9 km à vol d'oiseau, est de 11,8 °C et le cumul annuel moyen de précipitations est de 677,0 mm,. Pour l'avenir, les paramètres climatiques de la commune estimés pour 2050 selon différents scénarios d'émission de gaz à effet de serre sont consultables sur un site dédié publié par Météo-France en novembre 2022.

## Urbanisme

### Typologie
Au 1er janvier 2024, Thiverval-Grignon est catégorisée ceinture urbaine, selon la nouvelle grille communale de densité à sept niveaux définie par l'Insee en 2022.
Elle est située hors unité urbaine. Par ailleurs la commune fait partie de l'aire d'attraction de Paris, dont elle est une commune de la couronne,. Cette aire regroupe 1 929 communes,.

### Occupation des solssimplifiée
Le territoire de la commune se compose en 2017 de 84,27 % d'espaces agricoles, forestiers et naturels, 6,11 % d'espaces ouverts artificialisés et 9,62 % d'espaces construits artificialisés.

### Occupation des sols détaillée
Le tableau ci-dessous présente l'occupation des sols de la commune en 2018, telle qu'elle ressort de la base de données européenne d’occupation biophysique des sols Corine Land Cover (CLC).
| Type d’occupation                                              | Pourcentage | Superficie (en hectares) |
| -------------------------------------------------------------- | ----------- | ------------------------ |
| Tissu urbain discontinu                                        | 3,4 %       | 38                       |
| Zones industrielles ou commerciales et installations publiques | 2,1 %       | 24                       |
| Terres arables hors périmètres d'irrigation                    | 60,1 %      | 680                      |
| Prairies et autres surfaces toujours en herbe                  | 17,4 %      | 197                      |
| Systèmes culturaux et parcellaires complexes                   | 2,2 %       | 25                       |
| Forêts de feuillus                                             | 14,3 %      | 162                      |
| Forêt et végétation arbustive en mutation                      | 0,4 %       | 5                        |
| Source : Corine Land Cover                                     |             |                          |

## Toponymie
Le nom de Thiverval est attesté sous les formes Tivervalle, Tivevalle, Tuvervalle, Tivervale en 1061,, Paganus de Tevarval en 1152, dominus de Tiverval en 1207, de Theverval  en 1209, Tyverval vers 1220,, Galterus de Tiverval en 1235, Gellanus de Tyvervalle en 1254, Tyverval, Tiverval vers 1272, Tiverval en 1351, Tivervallis en 1480, Tyverval au Val de Gallye en 1483,, Cure de Tiberual en 1648, Thiverval vers 1757, en 1793 et vers 1850, Thiverval-Grignon en 1952.
Il s'agit d'une formation médiévale en -val « vallée », appellatif toponymique fréquent, précédé du nom de personne germanique Thiotwar ou Theodberht qui donne *Ti-bert > *Ti-ver, d'où la signification possible de Thiverval : « (Le domaine) du val de Thiotwar ou Thibert », peut être en rapport avec le carolingien Thibert (ou Theodebert), (°775, + ap. 822), missi dominici de Charlemagne en 802, comte de Madrie, dont la capitale de ce comté pourrait être Méré.
Remarque : il n'existe aucune forme ancienne du type *Tiberval qui permette de postuler l'emploi du nom de personne Theodberht > Thibert, auquel cas [b] aurait donné de manière irrégulière [v]. Les occurrences de Thibert + appellatif dans la toponymie française ont régulièrement abouti à Thiber- / Tiber- comme en témoignent Thiberville (Eure, Tibervilla 1249 ; Tyeberville 1339); Thibermesnil (Seine-Maritime, Tibermaisnil 1157 ; Tibermesnil vers 1240 / 1319). En revanche, Thiotwar a régulièrement donné Tiver-.
Les mentions anciennes de Grignon sont : apud Grinum  en 1087, 1171, Grinun en 1176, Greignon vers 1220, Gregnon en 1233, Greignon en 1266, Greignon emprès Tiverval en 1352, Fontaine de Grignon en 1485, sentier qui va des Bordes à Grignon 1551, Grignon vers 1757 et vers 1850, Thiverval-Grignon en 1952.
Michel Roblin a émis l'hypothèse de voir en Grignon, le radical grinia d'origine germanique. Il désignerait une inégalité rocheuse dans les labours,. C'est sans doute le même mot germanique auquel M. Mulon fait référence, mais elle suggère d’y voir un « (Domaine) du terrain grelu », « lieu où le terrain est inégal, fait de rides », c’est-à-dire « terrain difficile à labourer », comme pour le village de Vaugrigneuse. L'ancien français grignos avait le sens de « triste », on le retrouve également dans Grigneuseville (Seine-Maritime, Greinosavilla 1164) et Grenieuseville (Eure, Gregnosavilla 1130). Il s'agit d'un dérivé du verbe grigner (greignier XIe siècle) « grincer des dents, grommeler, grimacer », mot d'origine germanique, encore employé en français régional. Une autre hypothèse a été formulée par Marie-Thérèse Morlet, les toponymes du type Grignon seraient des dérivés du nom de personne Granius, employé adjectivement en -one du latin granus « grain, graine » employé comme sobriquet « grenu ».

## Histoire
Le territoire a été habité dès l'époque préhistorique. Des traces de l'époque gallo-romaine ont également été retrouvées. Les deux villages de Thiverval et Grignon existent depuis le Moyen Âge.
Selon la légende, après s'être fait baptiser, Clovis lança trois plumes en l'air et décida de construire une église là où atterrirait les plumes. La légende veut que l'une d'elles atterrit à Thiverval. C'est pour ça qu'une plume figure sur le haut du blason de la commune.
Tyverval et  Greignon dépendaient de la châtellenie de Poissy au XIIIe siècle
Le château de Grignon est construit au XVIIe siècle par Pomponne de Bellièvre. Le domaine est racheté en 1826 par le roi Charles X, qui y crée l'Institution royale agronomique de Grignon.
Le futur maréchal Ney se marie à la mairie de Thiverval le 17 Thermidor an X (5 août 1802), avec Aglaé Auguié, fille de Pierre César Auguié de Lascans, administrateur général des postes propriétaire du château de Grignon, époux d'Adélaïde Henriette Genet. Adélaïde est femme de chambre de la reine Marie-Antoinette, tout comme sa sœur, la célèbre Madame Campan.
La commune de Thiverval, regroupant les deux villages, est autorisée à prendre le nom de Thiverval-Grignon par décret du 18 octobre 1952.

## Politique et administration

### Liste des maires
| Période                                  | Période  | Identité        | Étiquette | Qualité |
| ---------------------------------------- | -------- | --------------- | --------- | ------- |
| Les données manquantes sont à compléter. |          |                 |           |         |
| 1989                                     | 2001     | Bernard Jolivet |           |         |
| 2001                                     | 2020     | Rémi Lucet      |           |         |
| 2020                                     | En cours | Nadine Gohard   |           |         |

## Population et société

### Démographie

#### Évolution démographique
L'évolution du nombre d'habitants est connue à travers les recensements de la population effectués dans la commune depuis 1793. Pour les communes de moins de 10 000 habitants, une enquête de recensement portant sur toute la population est réalisée tous les cinq ans, les populations de référence des années intermédiaires étant quant à elles estimées par interpolation ou extrapolation. Pour la commune, le premier recensement exhaustif entrant dans le cadre du nouveau dispositif a été réalisé en 2008.

En 2022, la commune comptait 1 102 habitants, en évolution de +1,47 % par rapport à 2016 (Yvelines : +2,72 %, France hors Mayotte : +2,11 %).
| 1793 | 1800 | 1806 | 1821 | 1831 | 1836 | 1841 | 1846 | 1851 |
| ---- | ---- | ---- | ---- | ---- | ---- | ---- | ---- | ---- |
| 436  | 393  | 377  | 347  | 369  | 404  | 558  | 500  | 502  |

| 1856 | 1861 | 1866 | 1872 | 1876 | 1881 | 1886 | 1891 | 1896 |
| ---- | ---- | ---- | ---- | ---- | ---- | ---- | ---- | ---- |
| 522  | 497  | 492  | 512  | 553  | 534  | 516  | 525  | 560  |

| 1901 | 1906 | 1911 | 1921 | 1926 | 1931 | 1936 | 1946 | 1954 |
| ---- | ---- | ---- | ---- | ---- | ---- | ---- | ---- | ---- |
| 554  | 587  | 582  | 777  | 660  | 632  | 572  | 660  | 684  |

| 1962 | 1968 | 1975 | 1982 | 1990 | 1999 | 2006  | 2008  | 2013  |
| ---- | ---- | ---- | ---- | ---- | ---- | ----- | ----- | ----- |
| 612  | 639  | 752  | 662  | 767  | 773  | 1 014 | 1 009 | 1 095 |

| 2018  | 2022  | - | - | - | - | - | - | - |
| ----- | ----- | - | - | - | - | - | - | - |
| 1 030 | 1 102 | - | - | - | - | - | - | - |

#### Pyramide des âges
La population de la commune est relativement jeune. En 2018, le taux de personnes d'un âge inférieur à 30 ans s'élève à 53,3 %, soit au-dessus de la moyenne départementale (38 %). À l'inverse, le taux de personnes d'âge supérieur à 60 ans est de 17,2 % la même année, alors qu'il est de 21,7 % au niveau départemental.
En 2018, la commune comptait 493 hommes pour 537 femmes, soit un taux de 52,14 % de femmes, légèrement supérieur au taux départemental (51,32 %).
Les pyramides des âges de la commune et du département s'établissent comme suit.
| Hommes | Classe d’âge | Femmes |
| ------ | ------------ | ------ |
| 0,2    | 90 ou +      | 1,1    |
| 8,1    | 75-89 ans    | 4,3    |
| 11,0   | 60-74 ans    | 9,9    |
| 18,5   | 45-59 ans    | 15,3   |
| 13,0   | 30-44 ans    | 12,5   |
| 38,7   | 15-29 ans    | 46,2   |
| 10,5   | 0-14 ans     | 10,8   |

| Hommes | Classe d’âge | Femmes |
| ------ | ------------ | ------ |
| 0,6    | 90 ou +      | 1,4    |
| 6      | 75-89 ans    | 7,8    |
| 13,5   | 60-74 ans    | 14,8   |
| 20,7   | 45-59 ans    | 20,1   |
| 19,6   | 30-44 ans    | 19,9   |
| 18,5   | 15-29 ans    | 16,8   |
| 21,2   | 0-14 ans     | 19,2   |

### Enseignement
- Enseignement supérieur : site d'AgroParisTech (établissement né du rapprochement de l'INA-PG, l'ENGREF et l'ENSIA).
- Recherche : centre de recherche de l'INRA : INRA-Grignon qui regroupe différentes unités de recherches traitant principalement des problèmes environnementaux.

Ces deux institutions présentes sur le domaine lié au château de Grignon déménagent en 2022 sur le cluster de Paris-Saclay.

## Économie

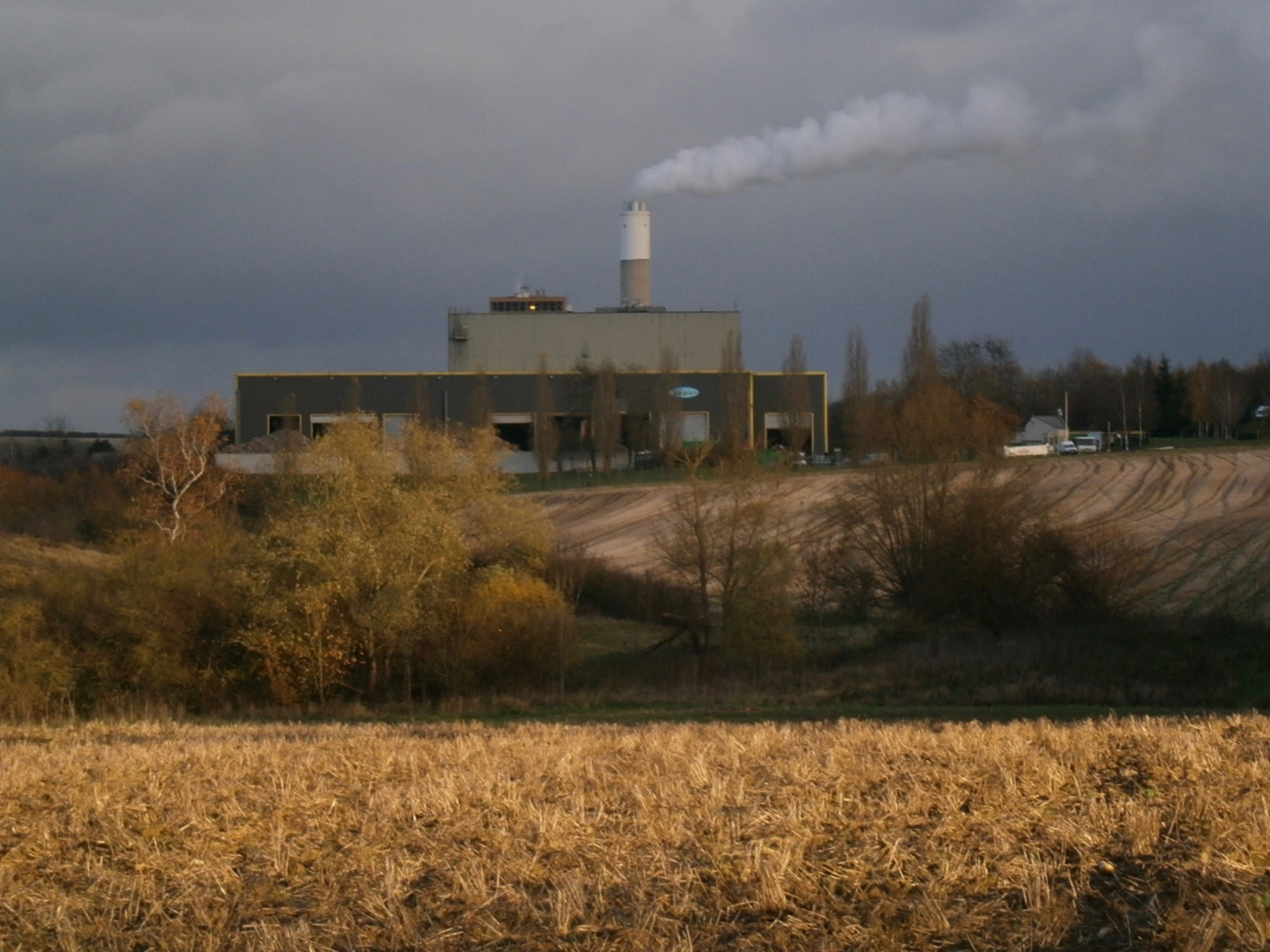
L'usine d'incinération.

- Vol à voile : aérodrome de Beynes - Thiverval.
- Agriculture.
- Usine d'incinération et centre de recyclage (siège social de la SEPUR[45]).

## Culture locale et patrimoine

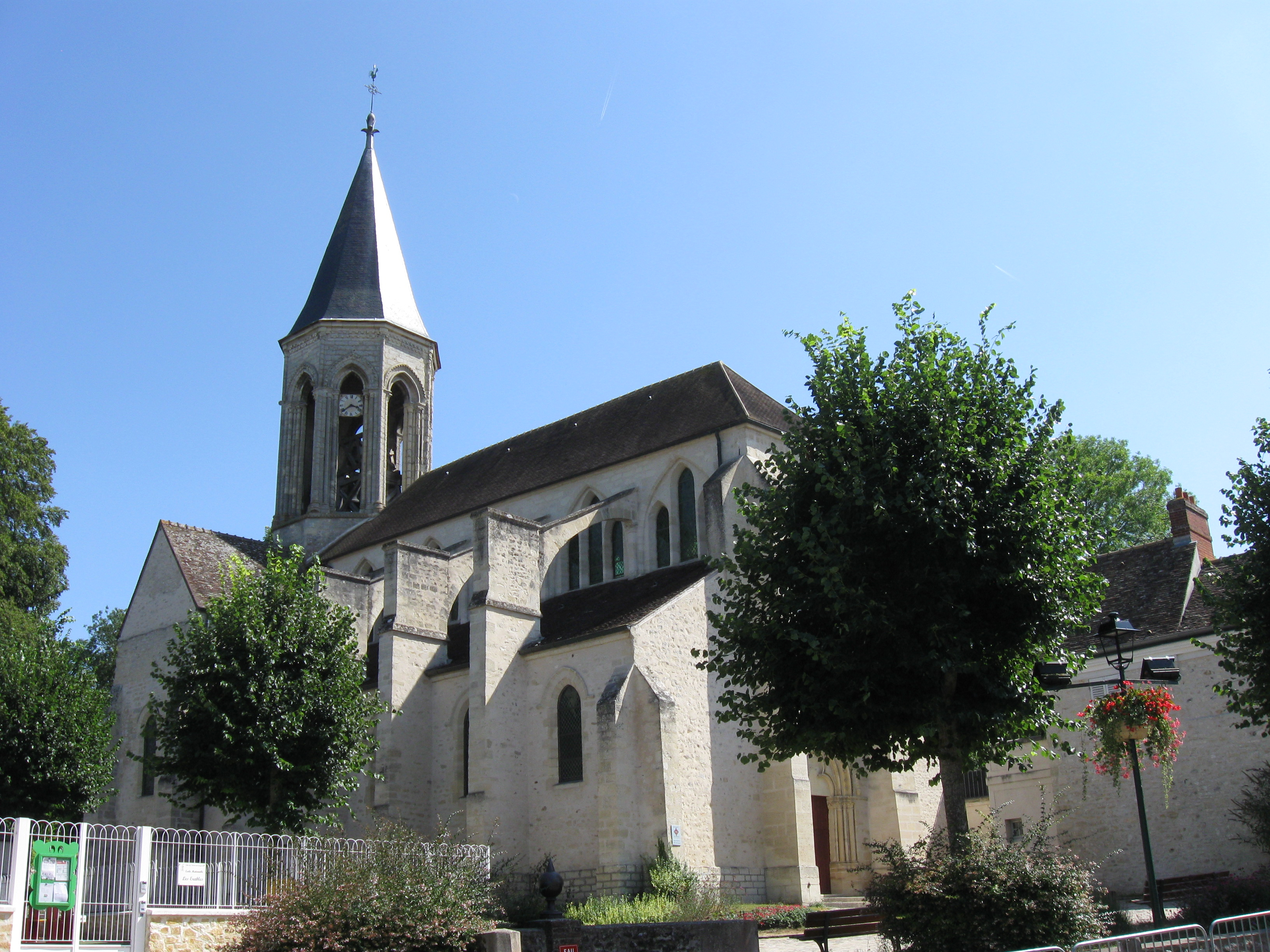
L'église Saint-Martin.

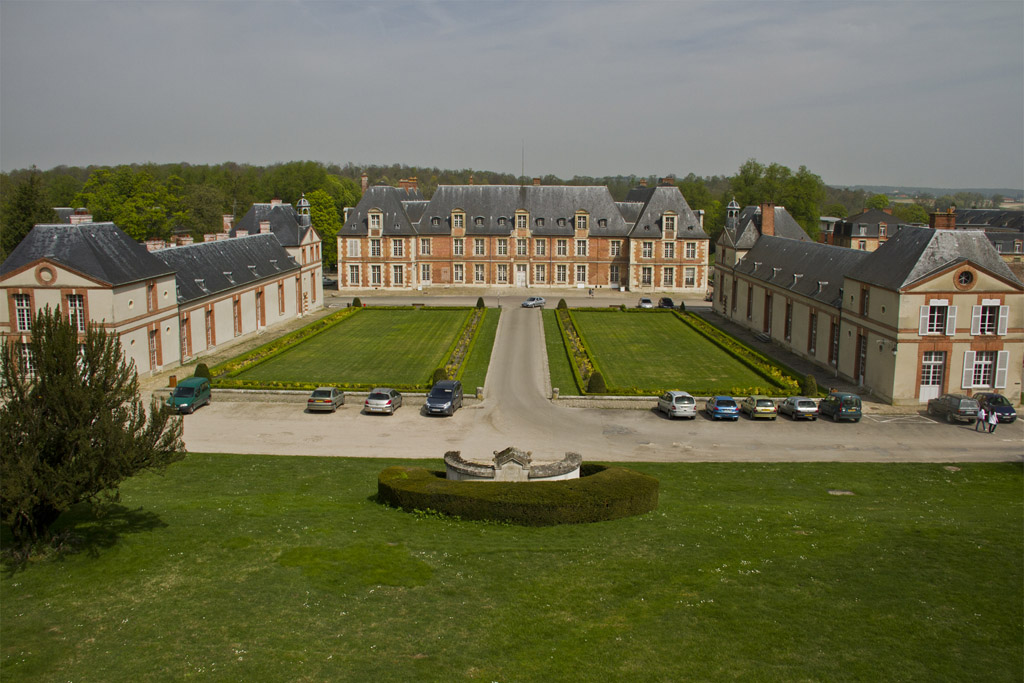
AgroParisTech Grignon.

### Lieux et monuments
- Église Saint-Martin.

Église de style gothique datant des XIIe et XIIIe siècles, restaurée en 1804,  Classée MH (1846, classement par liste de 1846).
Elle comporte une nef à cinq travées et trois niveaux en élévation, un clocher octogonal élevé sur la croisée du transept.
- Château de Grignon.

Château du XVIIe siècle en briques à chaînages d'angles en pierre calcaire blanche dans un domaine de 500 hectares,  Inscrit MH (1941, L'école Nationale d'Agriculture).
Zones agricoles et boisées d'environ 290 hectares comprenant un Arboretum.
Il est actuellement affecté à une grande école d'ingénieurs, AgroParisTech.
L'école doit quitter le site en 2021 et ce patrimoine historique devenir le futur centre d'entraînement du PSG, ce qui suscite l'opposition de l'association Yvelines Environnement, du conseil scientifique régional du patrimoine naturel d’Île-de-France et des anciens élèves d'AgroParisTech.
En 2018, le ministère de l'Agriculture met en vente le site. Les candidats au rachat du site déposent leur offre auprès de l'État pour le mois de juillet 2020. Un des projets, Grignon 2026, est porté par l'Association Grignon 2000 créée en 1999 par des anciens élèves et des enseignants chercheurs. En août 2021, l'État retient toutefois l'offre du promoteur immobilier Altarea Cogedim, choix qui suscite des oppositions de Grignon 2000, d'élus locaux et d'anciens élèves. Ce choix est abandonné en novembre 2021. Une nouvelle procédure de cession est annoncée pour le second semestre 2022. Après un recours d'Altarea débouté au tribunal administratif, la vente est définitivement annulée en juin 2024 par les services du Premier ministre, qui annonce la création d'une structure ad hoc pour un projet au service de l'intérêt général sur le domaine, qui demeure public.

### Personnalités liées à la commune
- Nicolas Bergier (1567-1623), mort au château de Grignon, historien, licencié ès lois, procureur de l’échevinage, avocat, homme de lettres, jurisconsulte.
- Auguste Bella (1777-1856), militaire et fondateur de l'Institution royale agronomique de Grignon, inhumé au cimetière de Thiverval.
- Albert Bartholomé (1848-1928), sculpteur, est né à Thiverval-Grignon.
- Louis Mangin (1852-1937), botaniste qui de son vivant fut directeur du Muséum national d'histoire naturelle, membre de l'Institut et grand officier de la Légion d'honneur, mort à Grignon (il est enterré au cimetière du Père-Lachaise à Paris).
- Marcel Zanini (de son vrai nom Zannini), né en 1923 en Turquie, est un musicien de jazz français.
- Marc-Édouard Nabe (1958), écrivain, a vécu à Thiverval de 1974 à 1984 et y retourne régulièrement ensuite. Le village est mentionné à de nombreuses reprises dans son Journal intime. C'est là également qu'il a écrit une bonne partie de son ouvrage le plus célèbre : Au Regal des Vermines.
- Marie-Claire Noah (1937-2012), fondatrice de l'association « Enfants de la Terre », mère de Yannick Noah, repose dans le petit cimetière du village après avoir vécu de nombreuses années à Thiverval.
- Hubert Prévot (1928-2015), homme politique et syndicaliste français y est mort en 2015[58].
- Patrick Mouratoglou (1970), entraîneur de joueurs professionnels de tennis.

### Télévision
- La grande maison située en face de l'église, au croisement des route de Crespières, Grande Rue, et rue de Rougemont, a été pendant plusieurs années la maison des Cordier, juge et flic.

### Héraldique
| Blason de Thiverval-Grignon | Blason  | Parti d'azur à trois trèfles d'or et d'or à trois merlettes de sable becquées et membrées de gueules ; au chef cousu de sinople à la croix alésée accompagnée en pointe d'une plume, le tout d'argent. |
| Blason de Thiverval-Grignon | Détails | Le statut officiel du blason reste à déterminer. |

### Galerie

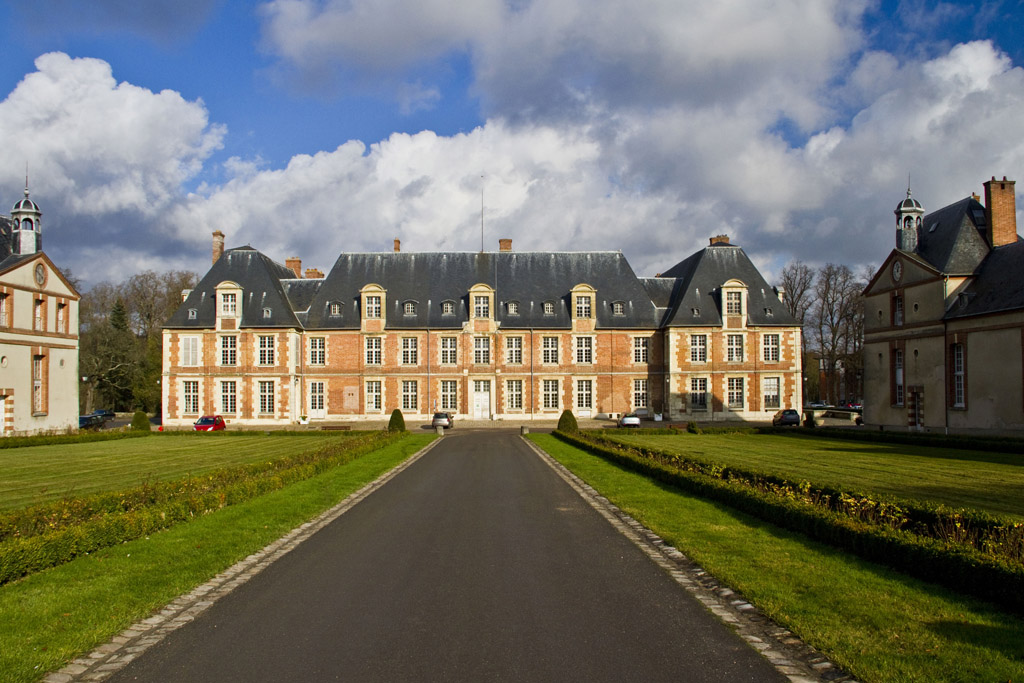
Chateau de Grignon.
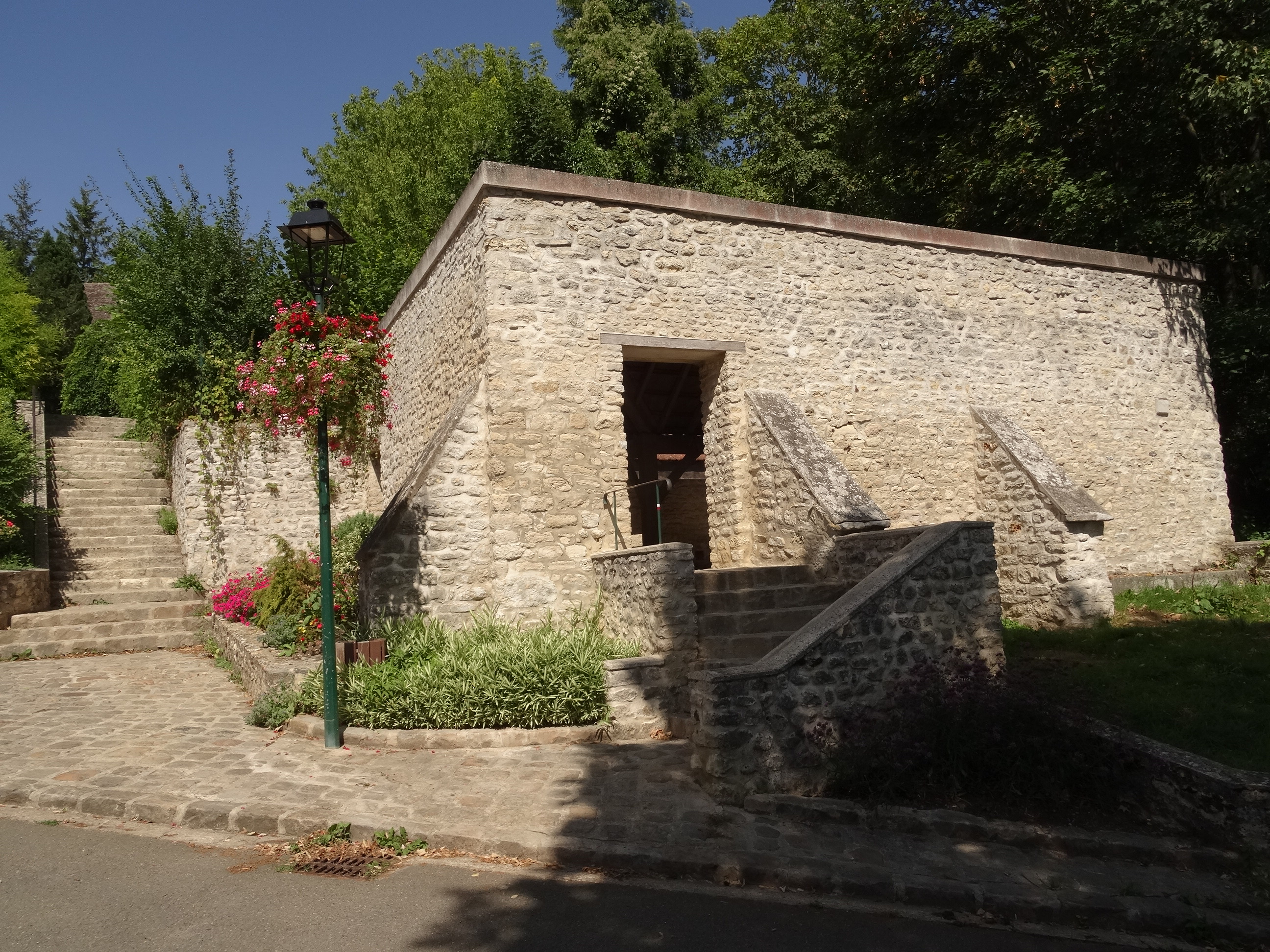
Lavoir de Thiverval.
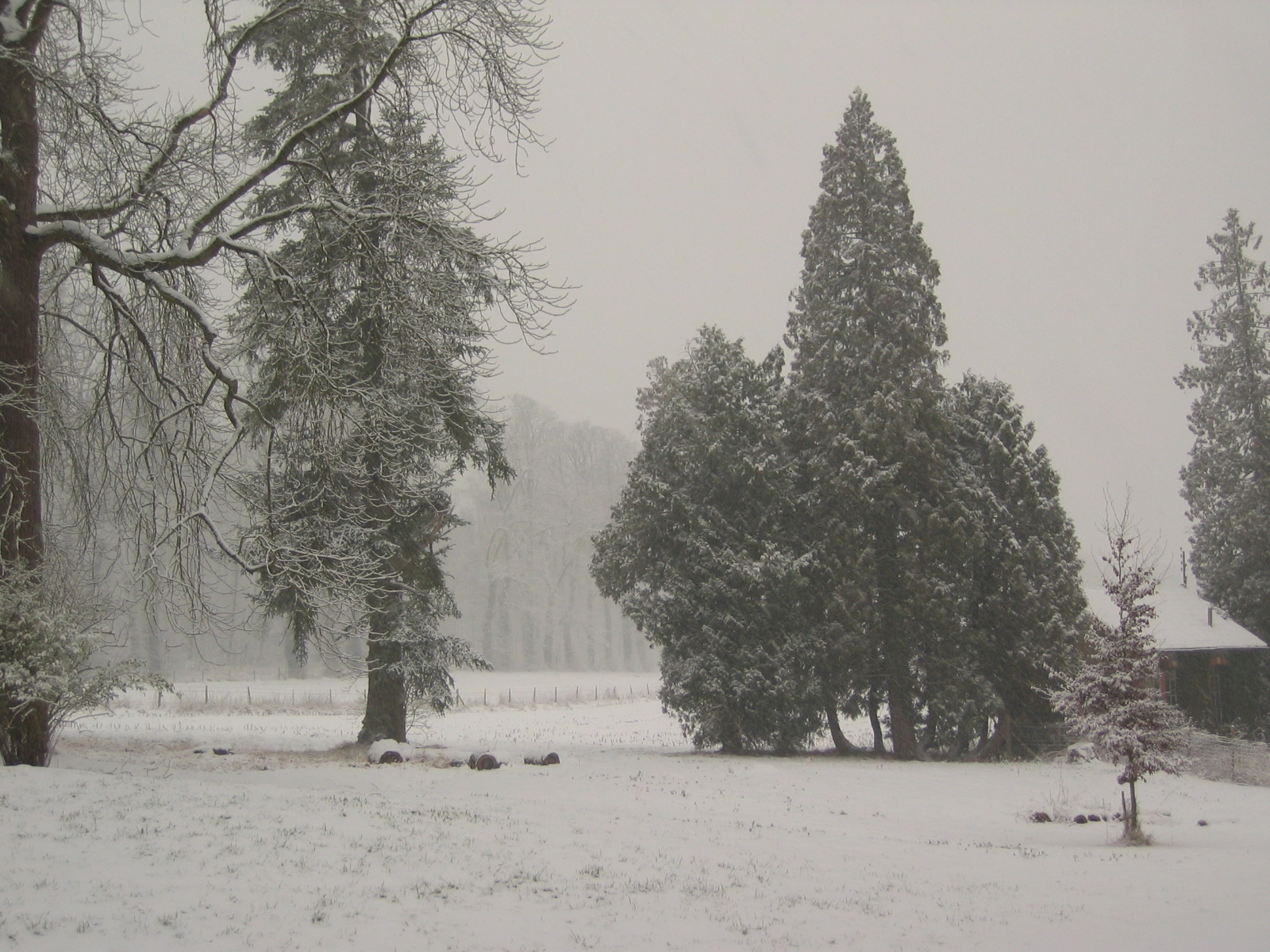
Domaine du château de Grignon sous la neige.
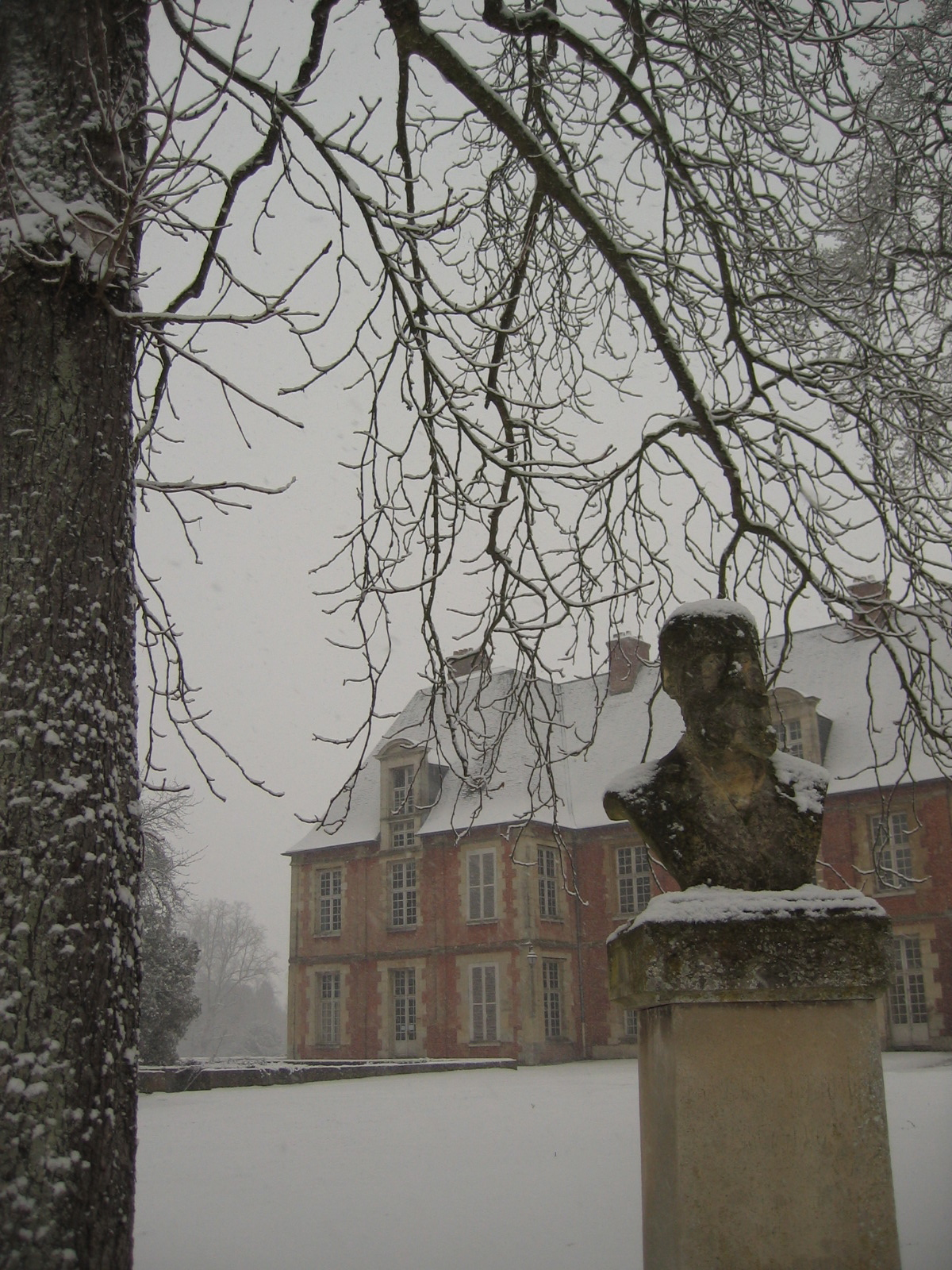
Buste et château de Grignon sous la neige.